# George Sylvester Viereck
George Sylvester Viereck (31 de diciembre de 1884 en Múnich - 18 de marzo de 1962) fue un escritor, poeta y propagandista germano-estadounidense.

## Biografía
Louis, el padre de George, era hijo de la actriz alemana Edwina Viereck, y supuestamente era hijo ilegítimo del kaiser Guillermo I, aunque fue otro miembro de la familia Hohenzollern quien asumió su paternidad.  En la década de 1870 Louis Viereck se unió al movimiento socialista-marxista y en 1896 emigró a los Estados Unidos, seguido al año siguiente por su esposa Laura y su hijo George Sylvester, que entonces tenía 12 años.
En 1904 George Sylvester Viereck, con la ayuda del crítico literario Ludwig Lewisohn publicó su primera colección de poemas, seguido en 1907 por Nineveh and Other Poems, que le proporcionó fama nacional. Varios de estos poemas tenían un estilo y contenido "uranista", de amor homosexual masculino. Se graduó en el City College of New York en 1906.
En la década de 1920, el inventor Nikola Tesla se convirtió en un estrecho amigo de George Viereck. Según Tesla, Viereck era el mejor poeta americano de la época. En ocasiones asistía a las cenas y fiestas de Viereck con su esposa, e incluso llegó a escribir un poema que dedicó a su amigo Viereck, titulado Fragments of Olympian Gossip, en el que Tesla ridiculizaba el orden científico de la época.  
Entre 1907 y 1912 George Viereck fue un declarado partidario de Alemania. En 1908 publicó el superventas Confessions of a Barbarian. Dio una conferencia sobre poesía estadounidense en la Universidad de Berlín en 1911. En 1923 tuvo un encuentro con Adolf Hitler quien le habló de los proyectos que tenía pensados para el futuro de Alemania. 
Como parte de su patriotismo germanófilo, George Sylvester Viereck creó dos publicaciones periódicas: The International y The Fatherland, que apoyaron la causa alemana durante la Primera Guerra Mundial. Durante el período de entreguerras, y a raíz de su encuentro con Hitler, se convirtió en un destacado defensor del nazismo, por lo que fue arrestado en 1941 bajo la acusación de violar el Acta de Registro de Agentes Extranjeros, cuando creó su casa editorial, Flanders Hall. Estuvo encarcelado entre 1942 y 1947.
George Viereck publicó un libro sobre la vida en prisión, Men into Beast, que fue publicado por Fawcett Publications en 1953. El libro es un testimonio de la incomodidad, indignidad y brutalidad de la vida en prisión, y también habla de la homosexualidad y la violación masculina en las cárceles (presenciada, aunque no experimentada por el autor). El libro, aunque es una novela autobiográfica, es uno de los primeros títulos de ficción gay de la década de 1950, un género emergente en la época.
El tema de la homosexualidad también está presente en el relato de Viereck The House of the Vampire (1907), aunque de forma más sutil, y donde presenta a Reginald Clarke, un vampiro psíquico que se alimenta de la creatividad y la energía tanto de hombres como de mujeres.

## Peter Viereck
George Sylvester fue el padre de Peter Viereck. Un artículo del año 2005 de The New Yorker discute como la ideología de George Viereck fue rechazada e influyó en la ideología política de su hijo.